# Claire Liu
Claire Liu (ur. 25 maja 2000 w Thousand Oaks) – amerykańska tenisistka pochodzenia chińskiego, mistrzyni juniorskiego Wimbledonu 2016 w grze podwójnej dziewcząt i Wimbledonu 2017 w grze pojedynczej dziewcząt.

## Kariera tenisowa
W rozgrywkach zawodowych zadebiutowała w październiku 2014 roku, biorąc udział w turnieju rangi ITF we Florence, gdzie odpadła w pierwszej rundzie, przegrywając z Jan Abazą. Na swoim koncie ma wygranych siedem turniejów w grze pojedynczej i jeden w grze podwójnej rangi ITF.
W 2016 roku triumfowała w rozgrywkach deblowych dziewcząt podczas Wimbledonu, gdzie w parze z Usue Maitane Arconadą pokonały w finale Mariam Bolkwadze i Catherine McNally.
W maju 2022 roku wygrała turniej cyklu WTA 125 w Paryżu, gdzie zwyciężyła w finale 6:3, 6:4 z Beatriz Haddad Maią. Tydzień później osiągnęła finał zawodów singlowych w Rabacie. Przegrała w nim z Martiną Trevisan 2:6, 1:6. W czerwcu wspólnie z Madison Brengle triumfowały w rozgrywkach deblowych cyklu WTA 125 w Gaibie, gdzie w finale pokonały Witaliję Djaczenko i Oksanę Kalasznikową 6:4, 6:3.

## Finały turniejów WTA
| Legenda                   | Legenda |
| ------------------------- | ------- |
| Wielki Szlem              |         |
| Igrzyska olimpijskie      |         |
| WTA Tour Championships    |         |
| od 2021                   |         |
| WTA 1000 (obowiązkowe)    |         |
| WTA 1000 (nieobowiązkowe) |         |
| WTA 500                   |         |
| WTA 250                   |         |
| WTA 125                   |         |

### Gra pojedyncza 1 (0–1)
| Końcowy wynik | Nr | Data         | Turniej | Nawierzchnia | Przeciwniczka    | Wynik finału |
| ------------- | -- | ------------ | ------- | ------------ | ---------------- | ------------ |
| Finalistka    | 1. | 21 maja 2022 | Rabat   | Ceglana      | Martina Trevisan | 2:6, 1:6     |

## Finały turniejów WTA 125

### Gra pojedyncza 2 (1–1)
| Końcowy wynik | Nr | Data             | Turniej | Nawierzchnia | Przeciwniczka       | Wynik finału |
| ------------- | -- | ---------------- | ------- | ------------ | ------------------- | ------------ |
| Zwyciężczyni  | 1. | 15 maja 2022     | Paryż   | Ceglana      | Beatriz Haddad Maia | 6:3, 6:4     |
| Finalistka    | 1. | 26 sierpnia 2023 | Chicago | Twarda       | Wiktorija Tomowa    | 1:6, 4:6     |

### Gra podwójna 2 (1–1)
| Końcowy wynik | Nr | Data             | Turniej  | Nawierzchnia | Partnerka       | Przeciwniczki                          | Wynik finału         |
| ------------- | -- | ---------------- | -------- | ------------ | --------------- | -------------------------------------- | -------------------- |
| Zwyciężczyni  | 1. | 19 czerwca 2022  | Gaiba    | Trawiasta    | Madison Brengle | Witalija Djaczenko Oksana Kalasznikowa | 6:4, 6:3             |
| Finalistka    | 1. | 19 sierpnia 2023 | Stanford | Twarda       | Hailey Baptiste | Jodie Burrage Olivia Gadecki           | 6:7(4), 7:6(6), 8–10 |

## Wygrane turnieje rangi ITF
| turnieje z pulą nagród 100 000 $ (W100) |
| turnieje z pulą nagród 80 000 $ (W80)   |
| turnieje z pulą nagród 60 000 $ (W75)   |
| turnieje z pulą nagród 40 000 $ (W50)   |
| turnieje z pulą nagród 25 000 $ (W35)   |
| turnieje z pulą nagród 15 000 $ (W15)   |
| turnieje z pulą nagród 10 000 $         |

### Gra pojedyncza
|    | Data       | Turniej         | ($)     | Naw.    | Finalistka         | Wynik               |
| 1. | 22/03/2015 | Orlando         | 10 000  | Ceglana | Fanny Stollár      | 6:1, 6:3            |
| 2. | 14/05/2017 | Naples          | 25 000  | Ceglana | Danielle Collins   | 6:3, 6:1            |
| 3. | 28/05/2017 | Caserta         | 25 000  | Ceglana | Paula Badosa       | 6:3, 6:3            |
| 4. | 20/10/2019 | Florence        | 25 000  | Twarda  | Peyton Stearns     | 6:1, 6:2            |
| 5. | 02/05/2021 | Charlottesville | 60 000  | Ceglana | Wang Xinyu         | 3:6, 6:4, 4:1 krecz |
| 6. | 09/05/2021 | Charleston      | 100 000 | Ceglana | Madison Brengle    | 6:2, 7:6(6)         |
| 7. | 12/05/2024 | Saint-Gaudens   | 60 000  | Ceglana | Séléna Janicijevic | 6:1, 6:7(3), 6:0    |

## Finały juniorskich turniejów wielkoszlemowych

### Gra pojedyncza
| Końcowy wynik | Rok  | Turniej     | Nawierzchnia | Przeciwniczka   | Wynik finału     |
| Finalistka    | 2017 | French Open | Ceglana      | Whitney Osuigwe | 4:6, 7:6(5), 3:6 |
| Zwyciężczyni  | 2017 | Wimbledon   | Trawiasta    | Ann Li          | 6:2, 5:7, 6:2    |

### Gra podwójna
| Końcowy wynik | Rok  | Turniej   | Nawierzchnia | Partnerka             | Przeciwniczki                      | Wynik finału |
| Zwyciężczyni  | 2016 | Wimbledon | Trawiasta    | Usue Maitane Arconada | Mariam Bolkwadze Catherine McNally | 6:2, 6:3     |